# Svinskär (Kökar, Åland)
Svinskär är en ö i Åland (Finland). Den ligger i Skärgårdshavet och i kommunen Kökar i landskapet Åland, i den sydvästra delen av landet. Ön ligger omkring 54 kilometer öster om Mariehamn och omkring 220 kilometer väster om Helsingfors.
Öns area är 24,3 hektar och dess största längd är 0,9 kilometer i öst-västlig riktning.